# Heliconia aurantiaca
Heliconia aurantiaca là một loài thực vật có hoa trong họ Heliconiaceae. Loài này được Ghiesbr. ex Lem. mô tả khoa học đầu tiên năm 1862.

## Hình ảnh

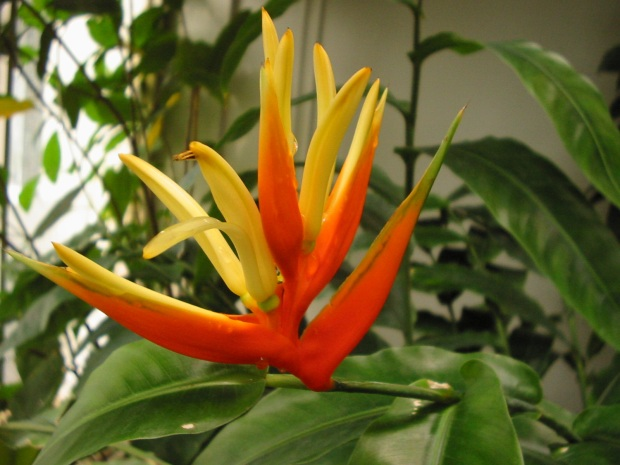
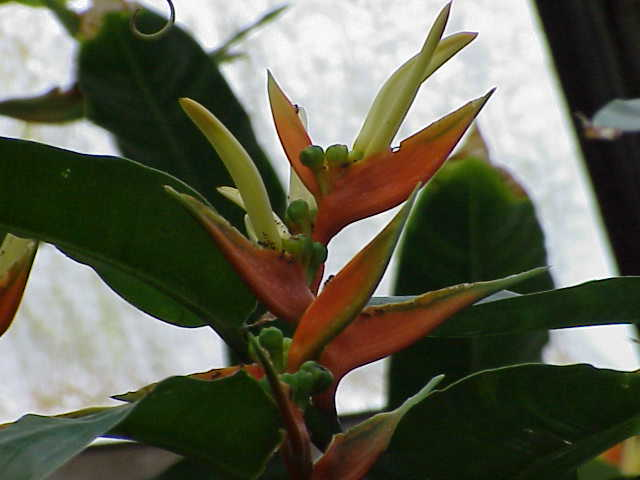
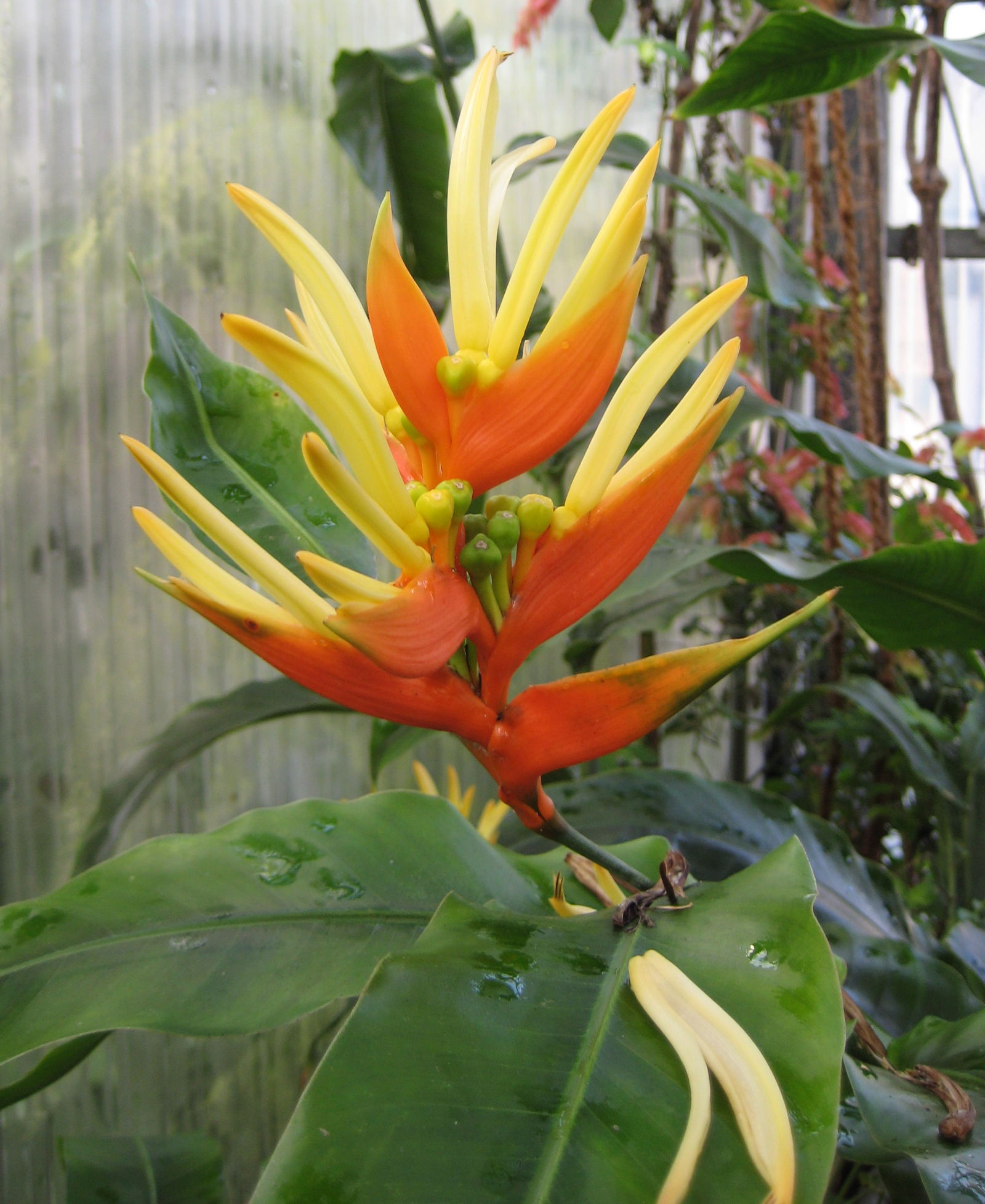
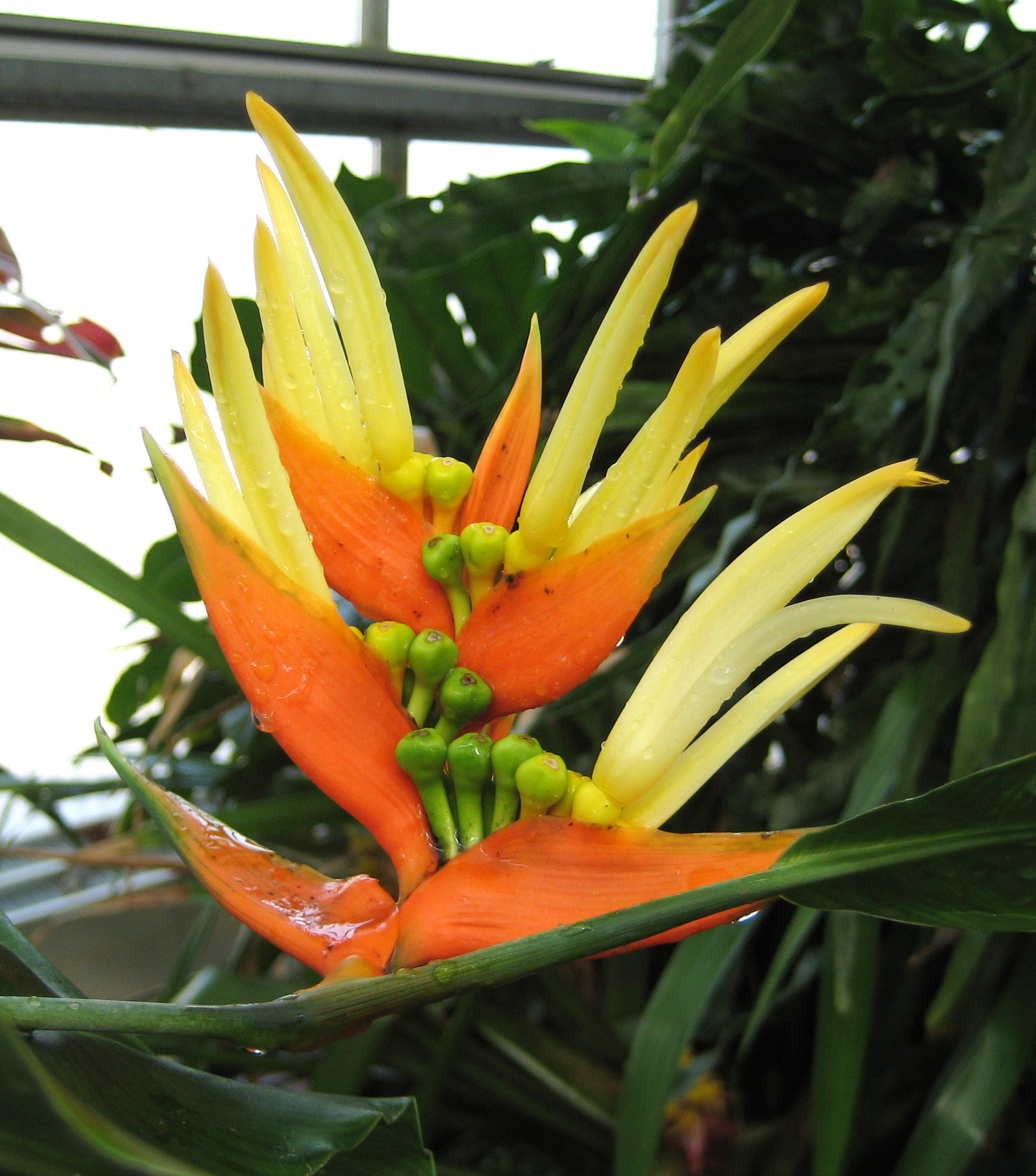